# Huskvarna AIK
Huskvarna AIK är en idrottsklubb i Huskvarna, Jönköpings kommun, Jönköpings län, bildad 1926. Verksamheten omfattade från början ett flertal grenar, som atletik, bandy, cykelsport, friidrott, sportgymnastik, fotboll och skidsport. Under 1930-talet kom man att specialisera sig på brottning, där man haft stora framgångar.

## Historik
Klubben grundades 1926. Förkortningen AIK i klubbnamnet stod från början för Huskvarna Arbetares Idrottsklubb men ändrades 1932 till Huskvarna Allmänna Idrottsklubb.
Tyngdlyftaren Bertil Karlsson (5 mars 1901-11 december 1975), representerade Sverige och Huskvarna AIK i Amsterdam-OS 1928. Han bar smeknamnet "Palladam" och var möjligen uppfödd intill slalombacken med samma namn.
Verksamheten omfattade från början ett flertal grenar, som atletik, bandy, cykelsport, friidrott, sportgymnastik, fotboll och skidsport. Under 1930-talet kom man att specialisera sig på brottning, där man haft stora framgångar.
Halward Sandberg, från början från Nässjö, brottades för klubben då han förlorade mot Axel Cadier från Stockholm i en ombrottning av SM-finalen 1938, efter att han en halvtimme tidigare vunnit en match där Axel Cadier protesterade mot domslutet.

## Andra SM-vinnare
- Luka Salopek 40 kg fristil vid ungdoms-SM i Värnamo 1980
- Roger Burman, 58 kg fristil vid ungdoms-SM i Viskafors 1987
- Niklas Sahlqvist, 40 kg fristil vid ungdoms-SM i Trollhättan 1993
- Michael Hanna, 130 kg fristil vid junior-SM i Fagersta 1995
- Ida Gjikokaj, 43 kg fristil vid ungdoms-SM i Sundsvall 2010

### Fotnoter
1. ↑  ”Föreningar i Småland”. Smålands brottningsförbund. Arkiverad från originalet den 17 november 2015. https://web.archive.org/web/20151117023528/http://www.smalandsbrottningsforbund.se/foreningar.htm. Läst 16 november 2015.